# Murgia
Murgia är en ort i Spanien.   Den ligger i provinsen Araba / Álava och regionen Baskien, i den norra delen av landet, 290 km norr om huvudstaden Madrid. Murgia ligger 617 meter över havet och antalet invånare är 2 340.
Terrängen runt Murgia är kuperad västerut, men österut är den platt.Runt Murgia är det glesbefolkat, med 12 invånare per kvadratkilometer. Närmaste större samhälle är Vitoria, 16,8 km sydost om Murgia. I omgivningarna runt Murgia växer i huvudsak blandskog.